# فيفا زباطة (فلم)
فيفا زباطة  (بالإنجليزية: Viva Zapata!) هو فيلم تم إنتاجه في الولايات المتحدة وصدر في سنة 1952. الفيلم من إخراج إيليا كازان وكتابة جون ستاينبيك.

## البطولة
- مارلون براندو بدور إيمليانو زاباتا
- جيان بيترز بدور Josefa Zapata, his wife
- أنتوني كوين بدور يوفيميو زاباتا
- جوزيف ويزمان بدور فيرناندو أغيور
- أرنولد موس  [لغات أخرى]‏ بدور الدون ناسيو
- آلان ريد بدور بانشو
- Margo بدور سولداديرا
- Harold Gordon as فرانسيسكو ماديرو
- Lou Gilbert بدور بابلو
- فرانك سيلفارا بدور فيكتوريانو ويرتا
- Florenz Ames بدور Señor Espejo
- ريتشارد غاريك بدور Old General
- Fay Roope بدور بورفيريو دياث
- ميلدريد دنوك بدور Señora Espejo
- هنري سيلفا بدور هيرنانديز, (uncredited)
- Ross Bagdasarian بدور الشرطي

## القصة
تدور أحداث الفيلم حول شخصية الثوري المكسيكي أميليانو زباطة الذي كان أحد القادة الثلاثة لثورة سنة 1910 بالمكسيك وهم الرئيس فرانسيسكو ماديرو وهو سياسي والثوري المغامر بانشو فيلا وهو فارس ومقاتل لُقِّب بالجنرال إضافة إلى زباطه الفلاح والفارس المحارب وكانت ثورتهم ضد الدكتاتور بروفيريو دياز ويتطرق الفيلم إلى أهم محطات حياة أميليانو زباطة العائلية والثورية إلى غاية اغتياله سنة 1919 بمكيدة دُبّرت ضده بمدينة موريلوس المكسيكيةّ.

## الميزانية والإيرادات
بلغت تكلفة إنتاج الفيلم حوالي 1.8 مليون دولار بينما حقق أرباحا تقدر بـ 1,900,000 ( rentals) دولار.

### ترشيحات وجوائز
| السنة | الحدث          | الفئة                  | النتيجة  |
| ----- | -------------- | ---------------------- | -------- |
|       | جائزة الأوسكار | أفضل ممثل في دور مساعد | فـــــوز |

## وصلات خارجية
- مقالات تستعمل روابط فنية بلا صلة مع ويكي بيانات

1. ↑  "معلومات عن فيفا زباطة (فيلم) على موقع ui.eidr.org". ui.eidr.org. مؤرشف من الأصل في 2019-12-11.
2. ↑  "معلومات عن فيفا زباطة (فيلم) على موقع collections.cinematheque.qc.ca". collections.cinematheque.qc.ca. مؤرشف من الأصل في 2019-12-11.
3. ↑  "معلومات عن فيفا زباطة (فيلم) على موقع filmaffinity.com". filmaffinity.com. مؤرشف من الأصل في 2016-03-04.